# Mistrzostwa Świata w Biegu na Orientację 2004
Mistrzostwa Świata w Biegu na Orientację 2004 – odbyły się w dniach 11–19 sierpnia 2004 roku w Västerås (Szwecja).

## Wyniki
| Długi dystans                                                          | Długi dystans | Długi dystans        | Długi dystans |
| ---------------------------------------------------------------------- | ------------- | -------------------- | ------------- |
| Parametry trasy: 17,11 km, 28 punktów kontrolnych, 610 m przewyższenia |               |                      |               |
| Miejsce                                                                | Kraj          | Imię i nazwisko      | Czas          |
| 1                                                                      | Norwegia      | Bjørnar Valstad      | 1:45:25.3     |
| 2                                                                      | Szwecja       | Mattias Karlsson     | 1:45:57.2     |
| 3                                                                      | Norwegia      | Holger Hott Johansen | 1:47:00.5     |

| Średni dystans                                                  | Średni dystans | Średni dystans    | Średni dystans |
| --------------------------------------------------------------- | -------------- | ----------------- | -------------- |
| Parametry trasy: 6,3 km, ? punktów kontrolnych, ? przewyższenia |                |                   |                |
| Miejsce                                                         | Kraj           | Imię i nazwisko   | Czas           |
| 1                                                               | Francja        | Thierry Gueorgiou | 32:45.9        |
| 2                                                               | Rosja          | Valentin Novikov  | 33:07.1        |
| 3                                                               | Norwegia       | Anders Nordberg   | 33:12.3        |

| Sprint                                                               | Sprint  | Sprint            | Sprint  |
| -------------------------------------------------------------------- | ------- | ----------------- | ------- |
| Parametry trasy: 3,06 km, 13 punktów kontrolnych, 95 m przewyższenia |         |                   |         |
| Miejsce                                                              | Kraj    | Imię i nazwisko   | Czas    |
| 1                                                                    | Szwecja | Niklas Jonasson   | 13:06.5 |
| 2                                                                    | Szwecja | Håkan Eriksson    | 13:09.0 |
|                                                                      | Ukraina | Jurij Omeltsjenko | 13:09.0 |

| Sztafety                                                            | Sztafety | Sztafety                                           | Sztafety  |
| ------------------------------------------------------------------- | -------- | -------------------------------------------------- | --------- |
| Parametry tras: 8,15–8,5 km, ? punktów kontrolnych, ? przewyższenia |          |                                                    |           |
| Miejsce                                                             | Kraj     | Imię i nazwisko                                    | Czas      |
| 1                                                                   | Norwegia | Bjørnar Valstad Øystein Kristiansen Jørgen Rostrup | 2:08:08.5 |
| 2                                                                   | Rosja    | Mikhail Mamlejev Andrej Khramov Valentin Novikov   | 2:08:12.5 |
| 3                                                                   | Szwecja  | Mattias Karlsson Emil Wingstedt Niclas Jonasson    | 2:08:13.4 |

| Długi dystans                                                          | Długi dystans | Długi dystans        | Długi dystans |
| ---------------------------------------------------------------------- | ------------- | -------------------- | ------------- |
| Parametry trasy: 11,02 km, 25 punktów kontrolnych, 475 m przewyższenia |               |                      |               |
| Miejsce                                                                | Kraj          | Imię i nazwisko      | Czas          |
| 1                                                                      | Szwecja       | Karolina A Höjsgaard | 1:22:25.4     |
| 2                                                                      | Norwegia      | Hanne Staff          | 1:23:26.5     |
| 3                                                                      | Finlandia     | Marika Mikkola       | 1:23:51.6     |

| Średni dystans                                                   | Średni dystans | Średni dystans   | Średni dystans |
| ---------------------------------------------------------------- | -------------- | ---------------- | -------------- |
| Parametry trasy: 5,26 km, ? punktów kontrolnych, ? przewyższenia |                |                  |                |
| Miejsce                                                          | Kraj           | Imię i nazwisko  | Czas           |
| 1                                                                | Norwegia       | Hanne Staff      | 33:03.1        |
| 2                                                                | Rosja          | Tatjana Ryabkina | 33:14.9        |
| 3                                                                | Finlandia      | Heli Jukkola     | 33:30.3        |

| Sprint                                                               | Sprint     | Sprint               | Sprint  |
| -------------------------------------------------------------------- | ---------- | -------------------- | ------- |
| Parametry trasy: 2,56 km, 11 punktów kontrolnych, 80 m przewyższenia |            |                      |         |
| Miejsce                                                              | Kraj       | Imię i nazwisko      | Czas    |
| 1                                                                    | Szwajcaria | Simone Niggli-Luder  | 12:32.2 |
| 2                                                                    | Szwecja    | Karolina A Höjsgaard | 13:01.1 |
| 3                                                                    | Norwegia   | Elisabeth Ingvaldsen | 13:19.5 |

| Sztafety                                                            | Sztafety  | Sztafety                                           | Sztafety  |
| ------------------------------------------------------------------- | --------- | -------------------------------------------------- | --------- |
| Parametry tras: 6,15–6,3 km, ? punktów kontrolnych, ? przewyższenia |           |                                                    |           |
| Miejsce                                                             | Kraj      | Imię i nazwisko                                    | Czas      |
| 1                                                                   | Szwecja   | Gunilla Svärd Jenny Johansson Karolina A Höjsgaard | 1:53:41.0 |
| 2                                                                   | Finlandia | Marika Mikkola Minna Kauppi Heli Jukkola           | 1:53:43.4 |
| 3                                                                   | Norwegia  | Birgitte Husebye Elisabeth Ingvaldsen Hanne Staff  | 1:55:34.6 |